# Serie B 2011-2012 (calcio a 5)
La Serie B 2011-2012 è stata la quattordicesima edizione del campionato nazionale di calcio a 5 di terzo livello e la ventiduesima assoluta della categoria. La stagione regolare è iniziata il 24 settembre 2011 e si è conclusa il 7 aprile 2014, prolungandosi fino al 25 maggio seguente con la disputa delle partite di spareggio. È stata l'ultima edizione articolata in gironi da 14 squadre, infatti dall'edizione seguente queste saranno ridotte di due unità. La formula del campionato è rimasta invariata rispetto all'edizione precedente:
Acquisiscono il diritto per l'ammissione al Campionato Nazionale di Serie A2 le Società vincitrici dei rispettivi gironi di Serie B della "stagione regolare" e le due Società vincenti gli incontri di spareggio. Per determinare queste ultime sono disputate gare di play-off a cui accedono le squadre classificatesi tra il secondo e il quinto posto dei sei gironi. Per quanto riguarda le retrocessioni, scendono direttamente nei campionati regionali le squadre classificatesi agli ultimi tre posti; la decima e l'undicesima classificata di ogni girone si scontrano nei play-out per determinare la quarta retrocessione. Preso atto della iscrizione di 70 società aventi diritto e del ripescaggio in Serie A2 di Casto Frosinone, Domusdemaria e Scafati Santa Maria, il Consiglio Direttivo della Divisione Calcio a 5, preso atto delle ammissioni disposte dalla COVISOD e dalla Lega Nazionale Dilettanti, ha rilevato la disponibilità di 17 posti e ha proceduto al completamento dell'organico.

## Girone A

### Partecipanti
Il girone A comprende cinque società provenienti dalla Lombardia, tre dalla Liguria e due rispettivamente da Sardegna, Piemonte e Valle d'Aosta. Dalla Serie A2 è sceso l'Aosta mentre dai campionati regionali sono state promosse le debuttanti Sinnai (vincitore dei play-off nazionali), Tigullio (con sede a Zoagli, mancava dalla stagione 2006-07), San Biagio 1995 (i monzesi ritornano nella categoria dopo due stagioni di assenza) ed Elledì Carmagnola. Tra le società aventi diritto, spiccano le assenze del CRD Torino, fusosi proprio con l'Elledì Carmagnola a formare la CLD Carmagnola Calcio a 5 e del Bergamo Calcetto, che ha rinunciato alla categoria iscrivendosi al campionato di Serie C2 regionale. A completamento dell'organico sono state ripescate le retrocesse Aymavilles, Ospedaletti City Touring e PCG Bresso, mentre il Basilea Cagliari proviene dal girone E. Per quanto riguarda i cambi di denominazione sociale, si registra quello del Futsal Torino Cesana, divenuto Rosta Torino Cesana in seguito alla collaborazione sancita dai gialloblu con lo Sporting Rosta.

### Classifica[8]
|  | Pos. | Squadra          | Pt | G  | V  | N | P  | GF  | GS   | DR   |
|  | ---- | ---------------- | -- | -- | -- | - | -- | --- | ---- | ---- |
|  | 1.   | Aosta            | 62 | 26 | 19 | 5 | 2  | 107 | 45   | +62  |
|  | 2.   | Lecco            | 61 | 26 | 20 | 1 | 5  | 120 | 54   | +66  |
|  | 3.   | Sinnai           | 54 | 26 | 17 | 3 | 6  | 144 | 97   | +47  |
|  | 4.   | San Vincenzo     | 47 | 26 | 15 | 2 | 9  | 126 | 87   | +39  |
|  | 5.   | Carmagnola       | 47 | 26 | 15 | 2 | 9  | 125 | 85   | +40  |
|  | 6.   | Basilea Cagliari | 43 | 26 | 13 | 4 | 9  | 106 | 68   | +38  |
|  | 7.   | Torino Cesana    | 43 | 26 | 13 | 4 | 9  | 98  | 67   | +31  |
|  | 8.   | PCG Bresso       | 42 | 26 | 13 | 3 | 10 | 90  | 79   | +11  |
|  | 9.   | Real Cornaredo   | 40 | 26 | 12 | 4 | 10 | 123 | 102  | +21  |
|  | 10.  | San Biagio       | 36 | 26 | 11 | 3 | 12 | 95  | 111  | -16  |
|  | 11.  | Domus Bresso     | 32 | 26 | 10 | 2 | 14 | 93  | 93   | 0    |
|  | 12.  | Aymavilles       | 13 | 26 | 4  | 1 | 21 | 49  | -144 | -95  |
|  | 13.  | Ospedaletti      | 6  | 26 | 2  | 0 | 24 | 61  | 191  | -130 |
|  | 14.  | Tigullio         | 3  | 26 | 1  | 0 | 25 | 61  | 175  | -114 |

### Verdetti
- Aosta promossa in serie A2 2012-13.
- Aymavilles, Ospedaletti, Tigullio e, dopo i play-out, San Biagio Monza retrocesse nei campionati regionali.
- Basilea Cagliari (scioglimento), San Vincenzo Genova (ripartito dai campionati regionali), Sinnai (dismessa la squadra maschile, prosegue l'attività di quella femminile) e Rosta Torino Cesana (fusione con lo Sporting Rosta) non iscritte al campionato di serie B 2012-13.

## Girone B

### Partecipanti
Il girone B comprende cinque società provenienti dalle Marche, altrettante dal Veneto, tre dal Friuli-Venezia Giulia e il solo Bubi Merano, che si riaffaccia nella categoria dopo tre anni di assenza, a rappresentare il Trentino-Alto Adige. Le altre società promosse dai campionati regionali sono lo Zanè Vicenza la cui ultima apparizione risaliva alla stagione 2008-09), lo Jesolo (vincitore dei play-off nazionali, mancava dalla stagione 2003-04) e il debuttante Futsal Club Mediterranea (con sede a Monfalcone). Il Futsal Portos è nato durante l'estate dalla fusione di Miracolo Piceno e Caffè Portos (neopromossa in Serie C1 delle Marche). A completamento dell'organico sono state ripescate le retrocesse Petrarca e Pordenone.

### Classifica[8]
|  | Pos. | Squadra                 | Pt | G  | V  | N | P  | GF  | GS  | DR   |
|  | ---- | ----------------------- | -- | -- | -- | - | -- | --- | --- | ---- |
|  | 1.   | Zanè Vicenza            | 76 | 26 | 25 | 1 | 0  | 178 | 44  | +134 |
|  | 2.   | Jesolo                  | 66 | 26 | 21 | 3 | 2  | 141 | 62  | +79  |
|  | 3.   | New Team FVG            | 60 | 26 | 19 | 3 | 4  | 123 | 74  | +49  |
|  | 4.   | Carrè Chiuppano         | 44 | 26 | 14 | 2 | 10 | 122 | 129 | -7   |
|  | 5.   | Portos                  | 41 | 26 | 12 | 5 | 9  | 114 | 71  | +43  |
|  | 6.   | CUS Ancona              | 39 | 26 | 12 | 3 | 11 | 114 | 108 | +6   |
|  | 7.   | Bubi Merano             | 37 | 26 | 12 | 1 | 13 | 99  | 116 | -17  |
|  | 8.   | Numana-Cameranese       | 35 | 26 | 11 | 2 | 13 | 114 | 114 | 0    |
|  | 9.   | CAME Treviso            | 35 | 26 | 11 | 2 | 13 | 84  | 91  | -7   |
|  | 10.  | Urbino                  | 32 | 26 | 9  | 5 | 12 | 97  | 102 | -5   |
|  | 11.  | San Giuseppe Jesi       | 26 | 26 | 8  | 2 | 16 | 127 | 143 | -16  |
|  | 12.  | Pordenone               | 24 | 26 | 7  | 3 | 16 | 98  | 133 | -35  |
|  | 13.  | Petrarca                | 10 | 26 | 3  | 1 | 22 | 55  | 147 | -92  |
|  | 14.  | Mediterranea Monfalcone | 4  | 26 | 1  | 1 | 24 | 75  | 207 | -132 |

### Verdetti
- Zanè Vicenza e, dopo i play-off, New Team promosse in serie A2 2012-13.
- Mediterranea Monfalcone, Petrarca, Pordenone e, dopo i play-out, Urbino retrocesse nei campionati regionali.
- ACLI San Giuseppe Jesi (ripartito dai campionati regionali) e BFTM Numana Cameranese (scioglimento) non iscritte al campionato di serie B 2012-13.

## Girone C

### Partecipanti
Il girone C comprende otto società provenienti dalla Toscana, cinque dall'Emilia-Romagna e il solo neopromosso e debuttante Grifo Caminetti (con sede a Bastia Umbra), a rappresentare l'Umbria. Le altre società provenienti dai campionati regionali sono il CUS Pisa (in virtù della fusione estiva operata con il Pisa Soccer Five, impostosi nei play-off nazionali), la Polisportiva L'Arena (con sede a Montecchio Emilia) e il Futsal Pistoia (nuova denominazione del Misericordia Calcio a 5). Al posto della Virtus Gualdo che è ripartita dalla Serie C2, è stato ripescato il retrocesso Isolotto.

### Classifica[8]
|  | Pos. | Squadra            | Pt | G  | V  | N | P  | GF  | GS  | DR   |
|  | ---- | ------------------ | -- | -- | -- | - | -- | --- | --- | ---- |
|  | 1.   | Reggiana           | 67 | 26 | 22 | 1 | 3  | 157 | 48  | +109 |
|  | 2.   | Forlì              | 63 | 26 | 20 | 3 | 3  | 137 | 66  | +71  |
|  | 3.   | L'Arena            | 57 | 26 | 18 | 3 | 5  | 134 | 59  | +75  |
|  | 4.   | Imola              | 51 | 26 | 16 | 3 | 7  | 100 | 59  | +41  |
|  | 5.   | Grifo Caminetti    | 49 | 26 | 15 | 4 | 7  | 108 | 85  | +23  |
|  | 6.   | Poggibonsese       | 37 | 26 | 11 | 4 | 11 | 76  | 70  | +6   |
|  | 7.   | Atlante Grosseto   | 36 | 26 | 11 | 3 | 12 | 76  | 86  | -10  |
|  | 8.   | Prato              | 34 | 26 | 11 | 1 | 14 | 89  | 104 | -15  |
|  | 9.   | Real Casalgrandese | 34 | 26 | 9  | 7 | 10 | 110 | 106 | +4   |
|  | 10.  | Isolotto           | 29 | 26 | 9  | 2 | 15 | 75  | 114 | -39  |
|  | 11.  | CUS Pisa           | 28 | 26 | 8  | 4 | 14 | 82  | 113 | -31  |
|  | 12.  | Pistoia            | 21 | 26 | 6  | 3 | 17 | 100 | 150 | -50  |
|  | 13.  | L'Oasi             | 11 | 26 | 3  | 2 | 21 | 75  | 173 | -98  |
|  | 14.  | CMC Livorno        | 8  | 26 | 2  | 2 | 22 | 54  | 140 | -86  |

### Verdetti
- Reggiana promossa in serie A2 2012-13.
- CMC Livorno, L'Oasi e, dopo i play-out, Isolotto retrocesse in serie C1 della Toscana.
- Pistoia retrocesso ma successivamente ripescato.
- Real Casalgrandese (ripartita dai campionati regionali), Grifo Caminetti e L'Arena (scioglimento) non iscritte al campionato di serie B 2012-13.

## Girone D

### Partecipanti
Il girone D comprende sei società pugliesi, tre abruzzesi, due campane, altrettante molisane e il neopromosso Porto San Giorgio, debuttante e unica rappresentante marchigiana del girone. L'organico è affetto da numerose defezioni: Adriatica Pescara (retrocessa dalla serie A2), Sporting Ortona e le neopromosse Marianella 3 Soccer e Real Pescara non hanno infatti presentato domanda di iscrizione, cessando l'attività sportiva; il Torre Magliano ha dismesso la squadra di calcio a 5, concentrandosi su quella di calcio mentre il Real Monturano è ripartito dalla Serie D provinciale. Le società promosse dai campionati regionali sono il Five Campobasso (nuova denominazione della Promoservice Cimauno) e lo Sporting Sala Consilina che ha vinto i play-off nazionali. A completamento dell'organico sono stati ripescati il MACO L'Aquila e le retrocesse Barletta e Real Dem.

### Classifica[8]
|  | Pos. | Squadra           | Pt | G  | V  | N | P  | GF  | GS  | DR  |
|  | ---- | ----------------- | -- | -- | -- | - | -- | --- | --- | --- |
|  | 1.   | Fuente            | 74 | 26 | 24 | 2 | 0  | 130 | 33  | +97 |
|  | 2.   | Sala Consilina    | 61 | 26 | 19 | 4 | 3  | 146 | 77  | +69 |
|  | 3.   | Real Molfetta     | 53 | 26 | 17 | 2 | 7  | 127 | 81  | +46 |
|  | 4.   | Giovinazzo        | 45 | 26 | 14 | 3 | 9  | 129 | 96  | +33 |
|  | 5.   | Venafro           | 39 | 26 | 12 | 3 | 11 | 110 | 100 | +10 |
|  | 6.   | Campobasso        | 37 | 26 | 10 | 7 | 9  | 71  | 71  | 0   |
|  | 7.   | Real Dem          | 35 | 26 | 10 | 5 | 11 | 83  | 106 | -23 |
|  | 8.   | Fratelli Cambise  | 34 | 26 | 10 | 4 | 12 | 98  | 98  | 0   |
|  | 9.   | Porto San Giorgio | 34 | 26 | 10 | 4 | 12 | 70  | 78  | -8  |
|  | 10.  | Manfredonia       | 32 | 26 | 9  | 5 | 12 | 80  | 82  | -2  |
|  | 11.  | Azzurra Paganese  | 30 | 26 | 9  | 3 | 14 | 93  | 131 | -38 |
|  | 12.  | Barletta          | 26 | 26 | 7  | 5 | 14 | 88  | 123 | -35 |
|  | 13.  | Sporting Modugno  | 15 | 26 | 5  | 0 | 21 | 77  | 158 | -81 |
|  | 14.  | L'Aquila          | 7  | 26 | 2  | 1 | 23 | 57  | 126 | -69 |

### Verdetti
- Fuente Foggia promossa in serie A2 2012-13.
- MACO L'Aquila, Sporting Modugno e, dopo i play-out, Azzurra Paganese retrocesse nei campionati regionali.
- Fratelli Cambise e Venafro non iscritte al campionato di serie B 2012-13, ripartono dai campionati regionali.
- Barletta retrocesso ma successivamente ripescato.

## Girone E

### Partecipanti
Il girone E comprende quattro società sarde e dieci laziali, delle quali otto romane. Dai campionati regionali sono stati promossi il Castel Fontana (con sede a Marino) e il Paolo Agus (con sede a Sestu). Città del Golfo e Domus Chia, retrocesse nel precedente campionato di Serie A2, sono state riammesse nella medesima categoria; a beneficiarne sono stati il Prato Rinaldo (espressione dell'omonima frazione di San Cesareo) e le retrocesse Alphaturris, Elmas, Orte e Prato Sardo, a loro volta ripescate nella categoria.

### Classifica[8]
|  | Pos. | Squadra            | Pt | G  | V  | N | P  | GF  | GS  | DR   |
|  | ---- | ------------------ | -- | -- | -- | - | -- | --- | --- | ---- |
|  | 1.   | Latina             | 67 | 26 | 22 | 1 | 3  | 178 | 74  | +104 |
|  | 2.   | Aloha              | 66 | 26 | 22 | 0 | 4  | 135 | 57  | +78  |
|  | 3.   | Civis Colleferro   | 55 | 26 | 18 | 1 | 7  | 100 | 61  | +39  |
|  | 4.   | Paolo Agus         | 53 | 26 | 16 | 5 | 5  | 143 | 84  | +59  |
|  | 5.   | Castel Fontana     | 42 | 26 | 13 | 3 | 10 | 102 | 86  | +16  |
|  | 6.   | Elmas              | 41 | 26 | 13 | 2 | 11 | 107 | 87  | +20  |
|  | 7.   | Prato Rinaldo      | 39 | 26 | 12 | 3 | 11 | 109 | 96  | +13  |
|  | 8.   | Carlisport Ariccia | 39 | 26 | 12 | 3 | 11 | 119 | 103 | +16  |
|  | 9.   | L'Acquedotto       | 36 | 26 | 11 | 3 | 12 | 114 | 100 | +14  |
|  | 10.  | Pro Capoterra      | 34 | 26 | 10 | 4 | 12 | 110 | 115 | -5   |
|  | 11.  | Orte               | 28 | 26 | 9  | 1 | 16 | 87  | 106 | -19  |
|  | 12.  | Albano             | 18 | 26 | 5  | 3 | 18 | 107 | 133 | -26  |
|  | 13.  | Pratosardo         | 13 | 26 | 4  | 1 | 21 | 57  | 119 | -62  |
|  | 14.  | Alphaturris        | -2 | 26 | 0  | 0 | 26 | 40  | 287 | -247 |

### Verdetti
- Latina promosso in serie A2 2012-13.
- Albano, Alphaturris, ZIR Pratosardo retrocesse nei campionati regionali.
- Aloha promossa in serie A2 2012-13 dopo i play-off, rinuncia all'iscrizione ripartendo dai campionati regionali.
- Civis Colleferro non iscritta al campionato di serie B 2012-13, mantiene il solo settore giovanile e scolastico.
- Castel Fontana cede il proprio titolo sportivo al Torrino
- Pro Capoterra retrocessa dopo i play-out ma successivamente ripescata.

## Girone F

### Partecipanti
Il girone F comprende sei società pugliesi, quattro calabresi, tre lucane e una siciliana. Dalla Serie A2 sono scese l'Azzurri Conversano e l'Olimpiadi, mentre dai campionati regionali sono stati promossi il Martina, detentore sia della Coppa Italia di Serie C sia della Serie C1 pugliese), Centro Sportivo Avis (con sede a Policoro), Mirto e il Gran Mareluna Bagheria, nato durante l'estate dalla fusione di Tidona e Mareluna Village. Il Futsal Mola e lo Sporting Peloro Messina non hanno presentato domanda di iscrizione, venendo rimpiazzate dal ripescaggio di Melito, Sammichele e della retrocessa Fata Morgana.

### Classifica[8]
|                                          | Pos. | Squadra            | Pt | G  | V  | N | P  | GF  | GS  | DR   |
| ---------------------------------------- | ---- | ------------------ | -- | -- | -- | - | -- | --- | --- | ---- |
| Vincitrice della Coppa Italia di Serie B | 1.   | LCF Martina        | 76 | 26 | 25 | 1 | 0  | 170 | 49  | +121 |
|                                          | 2.   | Policoro           | 59 | 26 | 19 | 2 | 5  | 106 | 71  | +35  |
|                                          | 3.   | Scanzano           | 52 | 26 | 17 | 1 | 8  | 134 | 86  | +48  |
|                                          | 4.   | Reggio VV          | 51 | 26 | 16 | 3 | 7  | 107 | 86  | +21  |
|                                          | 5.   | Gran Mareluna      | 47 | 26 | 15 | 2 | 9  | 116 | 74  | +42  |
|                                          | 6.   | Sammichele         | 40 | 26 | 13 | 1 | 12 | 118 | 81  | +37  |
|                                          | 7.   | Azzurri Conversano | 32 | 26 | 9  | 5 | 12 | 84  | 98  | -14  |
|                                          | 8.   | Real Team Matera   | 31 | 26 | 9  | 4 | 13 | 83  | 97  | -14  |
|                                          | 9.   | Monopoli           | 30 | 26 | 9  | 3 | 14 | 90  | 126 | -36  |
|                                          | 10.  | Melito             | 27 | 26 | 8  | 3 | 15 | 92  | 124 | -32  |
|                                          | 11.  | Mirto              | 26 | 26 | 7  | 5 | 14 | 121 | 149 | -28  |
|                                          | 12.  | Fata Morgana       | 26 | 26 | 8  | 2 | 16 | 107 | 158 | -51  |
|                                          | 13.  | Olimpiadi          | 18 | 26 | 6  | 0 | 20 | 71  | 133 | -62  |
|                                          | 14.  | Aiace Conversano   | 14 | 26 | 4  | 2 | 20 | 71  | 138 | -67  |

### Verdetti
- L.C. Five Martina promosso in serie A2 2012-13.
- Aiace Conversano retrocessa in serie C1 della Puglia.
- Reggio Vibo Valentia e Gran Mareluna Bagheria non si iscritte al campionato di serie B 2012-13.
- Fata Morgana, Olimpiadi e, dopo i play-out, Mirto retrocesse ma successivamente ripescate.

## Play-off

### Primo turno[17][18]
Nel primo turno si affrontano squadre dello stesso girone: la seconda classificata sfida la sesta, mentre la terza gioca contro la quarta. Gli incontri sono disputati con gare di andata e ritorno, quest'ultimo giocato in casa della squadra meglio classificata nella "stagione regolare". Al termine degli incontri sono dichiarate vincenti le squadre che nelle due partite hanno ottenuto il maggior punteggio ovvero a parità di punteggio le squadre che hanno realizzato il maggior numero di reti. Nel caso di parità gli arbitri della gara di ritorno faranno disputare due tempi supplementari di 5 minuti ciascuno. Qualora anche al termine di questi perdurasse la parità, è considerata vincente la squadra in migliore posizione di classifica al termine della "stagione regolare".
| Squadra 1       | Totale  | Squadra 2        | Andata | Ritorno |
| --------------- | ------- | ---------------- | ------ | ------- |
| Carmagnola      | 7 - 8   | Lecco            | 3 - 2  | 4 - 6   |
| San Vincenzo    | 3 - 7   | Sinnai           | 1 - 1  | 2 - 6   |
| Portos          | 11 - 2  | Jesolo           | 8 - 1  | 3 - 1   |
| Carrè Chiuppano | 11 - 13 | New Team FVG     | 3 - 9  | 8 - 4   |
| Grifo Caminetti | 6 - 10  | Forlì            | 4 - 4  | 2 - 6   |
| Imola           | 4 - 6   | L'Arena          | 1 - 2  | 3 - 4   |
| Venafro         | 4 - 16  | Sala Consilina   | 3 - 8  | 1 - 8   |
| Giovinazzo      | 7 - 5   | Real Molfetta    | 2 - 2  | 5 - 3   |
| Castel Fontana  | 1 - 9   | Aloha            | 0 - 6  | 1 - 3   |
| Paolo Agus      | n.d.    | Civis Colleferro | 6 - 0  | N.D.    |
| Gran Mareluna   | 5 - 2   | Policoro         | 5 - 1  | 0 - 1   |
| Reggio VV       | 6 - 10  | Scanzano         | 2 - 1  | 4 - 9   |

### Secondo turno
Le società vincenti delle gare di play-off del primo turno saranno ammesse a quattro triangolari nei quali si affrontano reciprocamente in una gara unica. La squadra che riposa nella prima giornata è determinata per sorteggio, effettuato dalla segreteria della Divisione Calcio a Cinque, così come la squadra che disputa la prima gara in trasferta. Nella seconda giornata riposa la squadra che ha vinto la prima gara o, in caso di parità, quella che ha disputato la prima gara in trasferta. Nella terza giornata si svolge la gara fra le due squadre che non si sono incontrate in precedenza. Accedono al turno successivo le prime due squadre di ogni triangolare. Per determinare la squadra vincente del triangolare si terrà conto nell'ordine dei seguenti criteri: punti ottenuti negli incontri disputati; migliore differenza reti; maggior numero di reti segnate. Persistendo ulteriore parità o nella ipotesi di completa parità tra le tre squadre la vincente è determinata per sorteggio che sarà effettuato dalla Segreteria della Divisione Calcio a Cinque.

#### 1ª giornata[20]
28 aprile 2013
- AT.ED.2 Forlì - Lecco 6-3
- L'Arena -Futsal Portos 1-3
- Gran Mareluna - Sporting Sala Consilina 1-4
- Giovinazzo - Aloha 4-4

#### 2ª giornata[21]
5 maggio 2013
- Lecco - New Team 2-5
- Sinnai - L'Arena 5-2
- Paolo Agus -Gran Mareluna 2-2
- Libertas Scanzano - Giovinazzo 8-1

#### 3ª giornata[22]
12 maggio 2013
- New Team - AT.ED.2 Forlì 7-5
- Futsal Portos - Sinnai 9-4
- Sporting Sala Consilina - Paolo Agus 1-3
- Aloha - Libertas Scanzano 8-2

#### Triangolare 1[23]
|  | Squadra      | P.ti | V | P | S | GF | GS | DR |
|  | ------------ | ---- | - | - | - | -- | -- | -- |
|  | New Team FVG | 6    | 2 | 0 | 0 | 12 | 7  | +5 |
|  | Forlì        | 3    | 1 | 0 | 1 | 11 | 10 | +1 |
|  | Lecco        | 0    | 0 | 0 | 2 | 5  | 11 | -6 |
|  |              |      |   |   |   |    |    |    |

#### Triangolare 3[23]
|  | Squadra        | P.ti | V | P | S | GF | GS | DR |
|  | -------------- | ---- | - | - | - | -- | -- | -- |
|  | Paolo Agus     | 4    | 1 | 1 | 0 | 5  | 3  | +2 |
|  | Sala Consilina | 3    | 1 | 0 | 1 | 5  | 4  | +1 |
|  | Gran Mareluna  | 1    | 0 | 1 | 1 | 3  | 6  | -3 |
|  |                |      |   |   |   |    |    |    |

#### Triangolare 2[23]
|  | Squadra | P.ti | V | P | S | GF | GS | DR |
|  | ------- | ---- | - | - | - | -- | -- | -- |
|  | Portos  | 6    | 2 | 0 | 0 | 12 | 5  | +7 |
|  | Sinnai  | 3    | 1 | 0 | 1 | 9  | 11 | -2 |
|  | L'Arena | 0    | 0 | 0 | 2 | 3  | 8  | -5 |
|  |         |      |   |   |   |    |    |    |

#### Triangolare 4[23]
|  | Squadra    | P.ti | V | P | S | GF | GS | DR |
|  | ---------- | ---- | - | - | - | -- | -- | -- |
|  | Aloha      | 4    | 1 | 1 | 0 | 12 | 6  | +6 |
|  | Scanzano   | 3    | 1 | 0 | 1 | 10 | 9  | +1 |
|  | Giovinazzo | 1    | 0 | 1 | 1 | 5  | 12 | -7 |
|  |            |      |   |   |   |    |    |    |

### Terzo turno
Per determinare le due Società promosse al Campionato Nazionale di Serie A2 le quattro Società vincenti i triangolari del secondo turno disputano un incontro di spareggio, articolato in gara di andata e di ritorno. La squadra che disputa la prima gara in trasferta è determinata per sorteggio. Al termine degli incontri sono dichiarate vincenti le squadre che nelle due partite avranno ottenuto il maggior punteggio ovvero a parità di punteggio le squadre che avranno realizzato il maggior numero di reti. Nel caso di parità gli arbitri della gara di ritorno faranno disputare due tempi supplementari di 5 minuti ciascuno. Qualora anche al termine di questi le due squadre fossero in parità si procederà all'effettuazione dei calci di rigore. Gli incontri di andata si sono tenuti il 19 maggio, quelli di ritorno il 25 maggio 2012 a campi invertiti.
| Squadra 1 | Totale | Squadra 2    | Andata | Ritorno       |
| --------- | ------ | ------------ | ------ | ------------- |
| Portos    | 2-12   | New Team FVG | 2-3    | 0-9           |
| Aloha     | 7-7    | Paolo Agus   | 3-0    | 4-7 (8-9 dcr) |

## Play-out[26][27]
Per determinare ulteriori sei retrocessioni, le Società classificate al decimo e all'undicesimo posto di ciascun girone della “stagione regolare” , disputano nel proprio ambito un incontro di spareggio. Gli incontri sono disputati con gare di andata e ritorno, quest'ultimo giocato in casa della squadra meglio classificata nella "stagione regolare". Al termine degli incontri è dichiarata vincente la squadra che nelle due partite ha ottenuto il maggior punteggio ovvero a parità di punteggio la squadra che ha realizzato il maggior numero di reti. Nel caso di parità gli arbitri della gara di ritorno faranno disputare due tempi supplementari di 5 minuti ciascuno. Qualora anche al termine di questi perdurasse la parità, verrà considerata vincente 
la squadra in migliore posizione di classifica al termine della "stagione regolare" (ovvero la decima classificata).
| Squadra 1         | Totale  | Squadra 2     | Andata | Ritorno     |
| ----------------- | ------- | ------------- | ------ | ----------- |
| Domus Bresso      | 6 - 2   | San Biagio    | 4 - 1  | 2 - 1       |
| San Giuseppe Jesi | 18 - 11 | Urbino        | 11 - 6 | 7 - 5       |
| CUS Pisa          | 9 - 6   | Isolotto      | 2 - 1  | 7 - 5 (dts) |
| Azzurra Paganese  | 3 - 11  | Manfredonia   | 3 - 4  | 0 - 7       |
| Orte              | 11 - 1  | Pro Capoterra | 4 - 0  | 7 - 1       |
| Mirto             | 7 - 10  | Melito        | 6 - 3  | 1 - 7       |